# Giulio Bizzotto
Giulio Bizzotto (* 15. Oktober 1996 in Bassano del Grappa) ist ein italienischer Fußballspieler. Der Stürmer steht aktuell bei der AS Cittadella unter Vertrag.

## Karriere
Bizzotto begann seine Karriere in der Jugend der AS Cittadella, die er bis 2015 durchlief. Bereits in der Rückrunde der Saison 2014/15 stand er unregelmäßig im Kader der Granata und absolvierte zwei Partien. Am 9. Mai 2015 wurde er im Spiel der Serie B gegen Frosinone Calcio eingewechselt und erzielte mit seinem ersten Treffer den 1:1-Endstand. Die Mannschaft beendete die Saison allerdings auf einem Abstiegsplatz und stieg in die Lega Pro ab.
Seit der Spielzeit 2015/16 gehört Bizzotto zum Kader Cittadellas. Der Mannschaft gelang die Meisterschaft – in der Bizzotto in 13 Spielen drei Tore erzielte – und der damit verbundene direkte Wiederaufstieg in die Serie B. Darüber hinaus wurde Bizzotto mit fünf Treffern Torschützenkönig der Coppa Italia. In der Pokalsaison 2015/16 erzielte er in der 1. Runde gegen Potenza Calcio beim historischen 15:0-Sieg vier Tore, in der 2. Runde beim 2:0-Erfolg über Teramo Calcio einen weiteren Treffer. Erst in der 3. Runde musste sich das Team dem Erstligisten Atalanta Bergamo geschlagen geben.

## Erfolge
- Meister der Lega Pro: 2015/16
- Torschützenkönig der Coppa Italia: 2015/16